# Vincentia punctata
Vincentia punctata är en fiskart som först beskrevs av Klunzinger, 1879.  Vincentia punctata ingår i släktet Vincentia och familjen Apogonidae. Inga underarter finns listade i Catalogue of Life.